# Добра Вода (Пелхримов)
Добра Вода (чеш. Dobrá Voda) је насељено мјесто са административним статусом сеоске општине (чеш. obec) у округу Пелхримов, у крају Височина, Чешка Република.

## Становништво
Према подацима о броју становника из 2014. године насеље је имало 195 становника.